# Michael Potter (Mediziner)

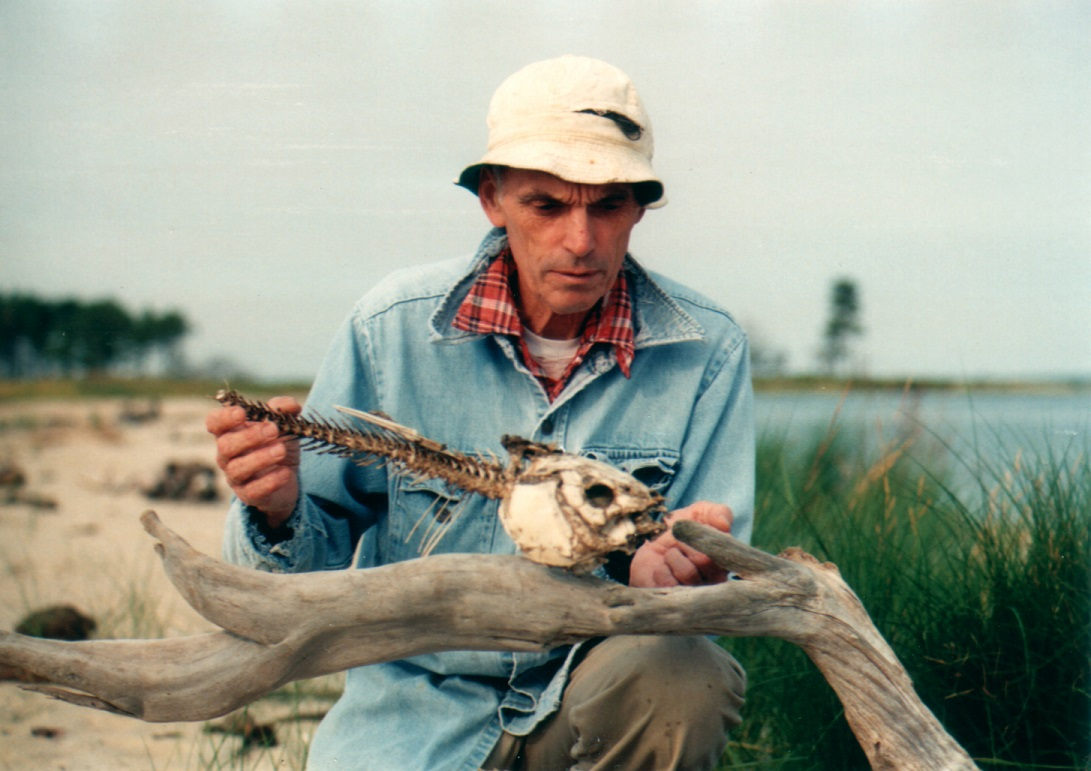
Michael Potter

Michael Potter (* 27. Februar 1924 in East Orange, New Jersey, USA; † 18. Juni 2013 in Bethesda, Maryland) war ein US-amerikanischer Immunologe und Krebsforscher.
Potter erwarb 1949 einen M.D. an der University of Virginia in Charlottesville, Virginia. Anschließend leistete er seinen Militärdienst als Militärarzt bei der U.S. Army. 1954 ging er zu Lloyd Faw an die Abteilung für Leukämie-Forschung des National Cancer Institute (NHI), einer Einrichtung der National Institutes of Health (NIH). Zwischen 1982 und 2003 leitete er das dortige Genetik-Labor. Danach gehörte er der Leitung der B-Zell-Lymphom-Arbeitsgruppe an.
Potters Leistungen lagen in der Erforschung der Plasmazelle, der Zelle, die Antikörper produziert. 1956 konnte er zeigen, dass bestimmte Mineralölprodukte bei Mäusen Malignome der Plasmazellen auslösen können, darunter Plasmozytome. Diese Tumoren können transplantiert werden und in vitro unendlich kultiviert werden. Diese Zelllinien dienen als Modell für Erkrankungen des Menschen. Weitere Leistungen lagen in der Erforschung der Immunglobuline und in vorbereitenden Arbeiten zur Entwicklung der Hybridom-Technik zur Herstellung monoklonaler Antikörper – für die César Milstein, Georges Köhler und Niels Jerne 1984 mit dem Nobelpreis für Physiologie oder Medizin ausgezeichnet wurden.
Potter wurde 1981 in der National Academy of Sciences gewählt. Er erhielt 1983 den Paul-Ehrlich-und-Ludwig-Darmstaedter-Preis und 1984 den Albert Lasker Award for Basic Medical Research.